# Goxwiller
Goxwiller là một xã trong tỉnh Bas-Rhin, thuộc vùng Grand Est của nước Pháp, có dân số là 733 người (thời điểm 1999). Xã nằm khoảng 30 km về phía tây nam của Strasbourg.

## Thông tin nhân khẩu
| 1962 | 1968 | 1975 | 1982 | 1990 | 1999 |
| ---- | ---- | ---- | ---- | ---- | ---- |
| 496  | 547  | 635  | 664  | 669  | 733  |